# Pachythrix smaragdistis
Pachythrix smaragdistis är en fjärilsart som beskrevs av George Francis Hampson 1908. Pachythrix smaragdistis ingår i släktet Pachythrix och familjen nattflyn. Inga underarter finns listade i Catalogue of Life.